# Lenggries
Lenggries est une commune dans l’Arrondissement de Bad Tölz-Wolfratshausen en Haute-Bavière. C’est aussi une station climatique.
À côté de Bad Tölz, Lenggries est un chef-lieu de l’Isarwinkel et du point de vue de sa superficie la commune la plus étendue de tous les arrondissements de Bavière. Depuis 2009, le lieu porte l’appellation Flößerdorf ou « village de flotteurs de bois ».

## Étymologie
Le nom a son origine dans l’appellation Lenngengrieze (rive longue) par laquelle on désignait jadis un long rivage de cailloux et dépôts dans le lit de l’Isar.

## Géographie
Lenggries est située dans la vallée de l'Isar dans les Préalpes, à la porte du massif des Karwendel. À l'est se trouvent le sommet de Geierstein (1 491 m), le sommet de Fockenstein (1 564 m) et les montagnes de Tegernsee ; à l'ouest se trouve la montagne locale, le Brauneck avec ses 1 555 m d'altitude. Le Brauneck est un domaine skiable et de randonnées relié au village par un téléphérique. Le point le plus élevé de la commune, c'est le sommet de Schafreuter avec ses 2 101 m.
La commune de Lenggries recouvre 44 villages, hameaux et autres subdivisions administratives (le type en est indiqué entre parenthèses).
Au nord de Lenggries, se trouvent Arzbach, Wackersberg et Bad Tölz. Au sud de la commune, il y a entre autres le lac de Sylvenstein et les quartiers de Fall et Vorderriß. À l'ouest se trouve la commune de Jachenau.

### Histoire des lieux jusqu’à la création de la commune
Lenggries est mentionnée pour la première fois en 1205, en rapport avec un acte de remise. Un témoin de cet acte daté entre 1200 et 1201 était parmi d’autres Udalrich de Lenggries « Udalricus de Lenginggriez ». En 1257, Lenggries est mentionné pour la deuxième fois dans un document officiel de donation, qui nomme pour témoin un Wernherus Cellerarius de Lenggriesen (L’objet de la donation est la servante Frau Luitgard).
Il y avait déjà un lotissement de flotteurs de bois lorsque des domestiques du château de Hohenburg vinrent y habiter.
Cette forteresse, mentionnée pour la première fois dans un document autour de l’an 1100, a été pendant des siècles le centre de pouvoir le plus important  de cette région appelée le Iswarwinkel (voir aussi Ruines de la forteresse de Schellenburg).
Le château de Hohenburg, construit sur un rocher au-dessus du ruisseau de Hirschbach, avait appartenu à l'origine aux seigneurs de Thann, mais était entré à la fin du XIIe siècle dans la possession des seigneurs de Toelz et en 1262 dans celle de la famille des Wittelsbach. À partir de 1294, il appartient à la seigneurie d’Egling.
Après la possession par les seigneurs d’Egling, le château devient en 1396 la propriété des seigneurs de Maxlrain qui le transforment en grande partie et l’élargissent de 1410 à 1420.
En 1522, le château entre dans la possession de la maison de Schellenberg, mais en 1566 le château et son bailliage sont vendus par Dionys de Schellenberg à son neveu Hans Paul Herwarth dont la famille va posséder le château et la « Hofmark Hohenburg » jusqu’en 1800. En 1705, Lenggries et le château se retrouvent au centre du soulèvement populaire bavarois, car on y organise la première résistance contre les occupants autrichiens. Cette insurrection finit de façon tragique par la bataille de Sendling connue sous le nom de « Noël sanglant » ou « Noël du crime de Sendling » qui eut lieu le 25 décembre 1705 et qui a fait environ 1 100 victimes du côté des Bavarois bien qu’ils se soient déjà rendus. Selon Johann Nepomuk Sepp, 158 hommes de Lenggries avaient participé à cette bataille.
Pendant la Guerre de Succession d’Espagne, le château est occupé par des soldats autrichiens et le 21 juillet 1707 il est complètement détruit par un grand incendie d’origine inconnue. Par la suite, le château va être démoli en grande partie et les pierres vont être utilisées pour la construction de l’église paroissiale St. Jokobus de Lenggries et du nouveau château Hohenburg situé à environ 300 m plus au sud. C’est le comte Ferdinand Joseph de Herwarth qui fait construire le château actuel en style baroque classique entre 1712 et 1718.
Son jardin opulent, créé d’après le modèle de celui de Versailles, est l’œuvre de Matthias Diesel. À partir de 1800, la propriété du château change entre plusieurs maisons de la noblesse. C’est ainsi qu’il est acheté en 1866 par le duc Adolphe de Nassau qui vient d’être chassé de Prusse et qui deviendra plus tard le grand-duc de Luxembourg. Il en fait dorénavant sa résidence d’été. Parmi les membres de la famille de Luxembourg, c’est surtout la duchesse Anna-Maria qui va être la plus vénérée à Lenggries et le village qui compte en 1870 2 416 habitants connait à cette époque une période florissante. En 1921, une alliance est formée avec la Maison Wittelsbach, lorsque le prince héritier Rupprecht épouse la princesse Antonia de Luxembourg dans l’église paroissiale de Lenggries. À L’époque du troisième Reich, le château va être saisi par les autorités nazies. En 1953, il entre en possession du monastère des Ursulines de Landshut, qui vont y établir une école de filles avec un internat.
Lenggries s’est développé entre 1808 et 1818 en une commune politiquement indépendante en rapport avec les décrets bavarois émis pendant ces deux années, mais jusqu’en 1848, Lenggries tient encore de la Hofmark du château de Hohenburg.

### LeXXesiècle
Le 1er juin 1905, la Deutsche Reichspost inaugure sa première ligne postale permanente pour assurer le transport de courrier et de passagers, dite la Kraftpost, entre Bad Tölz et Lenggries. En 1924, Lenggries est raccordée au réseau ferroviaire (un service assuré aujourd’hui par la Bayerische Oberlandbahn). C’est ainsi que le tourisme commence à gagner une importance croissante pour Lenggries. Cette commune qui a depuis toujours été une place de flotteurs et de fabrication de la chaux, souffre beaucoup de la construction de la centrale hydroélectrique de Walchensee en 1924 puisque la rivière Isar n’a plus assez d’eau pour le travail des flotteurs et pour l’hydratation des pierres calcaires.
À partir du 15 septembre 1936, on construit à Lenggries en une seule année la caserne du prince Heinrich où sera stationné à partir du 3 octobre 1937 le second bataillon du régiment de chasseurs alpins de la Wehrmacht. Vers la fin de l’été 1939, cette unité d’élite va quitter sa caserne connue dans la région sous l’appellation de la Caserne des chasseurs Jägerkaserne pour se déplacer en direction de la Pologne pour sa première intervention militaire. Le 3 mai 1945, Lenggries va être occupée par les troupes américaines qui livrent les derniers combats avec les derniers survivants de la division de SS Götz von Berlichingen.
Au château de Hohenburg, les Américains vont trouver, et quelque temps plus tard, emporter aux États-Unis la totalité des documents provenant des archives de la Gestapo, ainsi que des bibliothèques pillées dans des propriétés saisies, de même que toute l’archive principale du parti qui y avait été déposée.
À la fin de la Seconde Guerre mondiale, de ses 800 soldats mobilisés au total dans la commune, Lenggries déplore 267 morts et 98 disparus.
Entre 1954 et 1959, fut construit le lac de barrage de Sylvenstein, un lac de retenue d’eau ressemblant à un fjord qui a pour but de protéger la région des inondations et de servir comme réservoir d’eau en cas de sécheresse. L’ancien village de Fall, un village de paysans et chasseurs y disparaît complètement sous l’un de ses bras d’eau qui submerge toute la vallée. C’est pourquoi à partir de 1957, on construit sur une de ses berges le village de « Neu-Fall » (le nouveau « Fall ») pour y déplacer les habitants. Il est encore possible de voir quelques parties des fondations du vieux village au fond du lac, quand le niveau de l’eau est bas et si la lumière est propice. Beaucoup de personnalités connues comme les écrivains Ludwig Ganghofer et Ludwig Thoma, l’homme d’État Paul von Hindenburg et le roi Louis II de Bavière (celui-ci avait construit à Vorderriß une maison de chasse et une chapelle qu’on peut encore visiter aujourd’hui) avaient jadis l’habitude d’y venir chasser. La fondation du syndicat de la police allemande dont le bureau se trouve aujourd’hui à Lenggries, tient plusieurs maisons appartenant à la fondation à Fall. Aujourd’hui le lac qui offre une vue très pittoresque est une destination populaire d’excursion très prisée par le public.
À partir du 1er janvier 1970, est ajoutée à la commune de Lenggries, la zone extracommunale qui se trouve au sud du lac de Sylvenstein. Celle-ci compte une surface de 6 902,08 hectares.
Pour maintenir le caractère villageois du lieu et pour rendre Lenggries plus attractif, la commune décide en 1986 de dévier la circulation du centre du village vers la B13. Cela permet d'entreprendre quelques restructurations. Entre 1991 et 1992, la place du nord est refaite ainsi que la place Isar et la place de l’Hôtel de Ville entre 1992 et 1994, pour 2,3 millions de Marks au total, cependant l’État y contribue aussi avec une aide financière.

### LeXXIesiècle
En 2002, la caserne Prince Heinrich, dans laquelle était stationné depuis 1973 le bataillon de missiles antiaériens 33 (MIM-23 HAWK) de la Bundeswehr, fut fermée. Ce bataillon avait d’abord été stationné dans la caserne de Lindau-Luitpold. Il n’a pas encore été décidé de l’utilisation à l’avenir des bâtiments.
En janvier 2009, l’association internationale des flotteurs de bois attribua à la commune de Lenggries le nom de « Village des flotteurs de bois». Lenggries était la quatrième commune d’Allemagne et la septième commune d’Europe à recevoir ce titre. Selon le maire de la commune M. Weindl, cette distinction honorifique était pareille à un monument dédié à tous les flotteurs de Lenggries. Elle était aussi la confirmation qu’il valait bien la peine de conserver les anciennes traditions.

### Développement démographique
Entre 1988 et 2018, le nombre des habitants de la commune augmenta de 1 731 personnes soit de 20,9 %, passant ainsi de 8 296 à 10 027 habitants.
Développement démographique de Lenggries de 1840 à 2017 selon le tableau ci-contre.

## Politique

### Maires
À l’élection du maire de 2020, c’est Markus Landthaler (FWG - la formation des Électeurs indépendants) qui est élu comme premier maire de la commune.
À l’élection du 15 mars 2020, il atteint 46.9 % des voix au premier tour et le 29 mars 2020 il gagne le second tour avec 65.5 % des voix contre le candidat Morlang du Parti Bavarois. Peu de semaines après son entrée en fonction Landthaler meurt inopinément le 1er mai à l’âge de cinquante ans.
Son prédécesseur en fonction depuis 1996 avait été Werner Weindl (CSU) qui avait suivi Josef März (1984-1996). Après une nouvelle élection le 13 septembre 2020, le nouveau maire est Stefan Klaffenbacher (aussi FWG).

### Jumelages
Depuis 1981, Lenggries est jumelée avec cinq communes bretonnes :
 Plélo (France)
 Châtelaudren (France)
 Plouvara (France)
 Bringolo (France)
 Saint-Jean-Kerdaniel (France)
L'histoire des jumelages commence avec André Kerhoas. Né le 4 mars 1910, il est fait prisonnier de guerre par les Allemands. Pendant la captivité, il apprend l'allemand, mais en même temps, il decouvre les horreurs du nazisme et des camps de concentration. Après la signature du traité de l'Élysée en 1963, il entreprend une première visite de jeunes Français en Allemagne en 1965, pour leur montrer que l'Allemagne, ce n'est pas seulement le nazisme. Pendant les trois premières visites, il s'avère difficile de rapprocher les jeunes Bretons et Allemands. Kerhoas devra revenir une quatrième fois avant que les visites soient retournées. A partir de 1970, des échanges ont lieu chaque année, toujours avec la visite d'un camp de concentration. En 1981, le jumelage devient officielle.
En signe des jumelages, une voie de raccordement entre Plélo et Châtelaudren a reçu le nom de « Rue de Lenggries » et un pont sur l’Isar à Lenggries est appelé « Le Pont des Bretons ».

### Héraldique
Blason : De vert un cerf argenté de …
Les armoiries actuelles datent du 1939 (conférées par le Reichsstatthalter en Bavière, Décret du 4 mai 1939).

## Économie
L'agriculture est une source importante de revenus à côté du tourisme (autant en été qu’en hiver). Dans cette commune très étendue et riche en forêts, s’est surtout spécialisée l’économie du bois. La commune a une grande diversité de paysages alpins, des marais d’altitude, des prairies grasses, des montagnes moyennes recouvertes de forêts, des forêts riveraines  riches en espèces animales, un paysage fluvial paisible mais aussi des pics de rochers élancés.
Dans les années 1970, s'y trouvait aussi la Compagnie McNamara Racing, célèbre pour sa production de voitures de course, de la formule V à la formule 1 en passant par la formule 3, ainsi que des voitures pour l’Indy 500. Le propriétaire en était Francis McNamara.

## Transport
•	La route nationale B13 
•	Ligne des chemins de fer : Ligne Holzkirchen- Lenggries ; Compagnie de chemins de fer la Bayerische Oberlandbahn (BOB) 
•	Lignes de bus régionales (RVO) 

## Culture et monuments
- Église St Jacob terminée en 1722. Cette église baroque a remplacé une autre construite au même endroit en style gothique au XIVe siècle.

La tour étroite surmontée d’une tour-lanterne a été en grande partie construite à partir des pierres récupérées du château-fort de Hohenburg, après l’incendie de celui-ci.
L’église offre une grande richesse de fresques, reliques, statues et étendards d’anciennes fratries. Le conte Ferdinand Joseph de Herwarth (1663- 1731), l’initiateur de la construction de cette église ainsi que de celle du château et du mont de Calvaire, repose dans le caveau de l’église.
- Bâti en 1698 près de Hohenburg, le Kalvarienberg (le Mont du Calvaire), un site strictement géométrique, qui a été élargi et développé jusqu’au milieu du XIXe siècle, est aussi intéressant à voir. En 1726, on a créé la Chapelle de la Sainte Croix a été créée et en 1865 la Benefiziatenhaus (la maison du titulaire des bénéfices ecclésiastiques). Il est de même intéressant à faire la comparaison avec le Kalvarienberg de Bad Tölz, c’est le Saint Escalier de Rome qui y a servi de modèle. À la place du Golgotha, il y avait déjà depuis 1665 un groupe de sculptures de taille naturelle montrant la crucifixion. C’est d’ailleurs un groupe que l’on peut voir encore aujourd’hui. On y trouve aussi une collection riche et variée d’ex-votos.

Le château baroque de Hohenburg, dont la construction s'est terminée en 1718, et la ruine de l’ancien château-fort de Hohenburg, qui se trouve à environ 300 m au-dessus du château sur une butte boisée, sont particulièrement intéressants à voir. Le château, qui n’est pas ouvert au public, abrite un lycée et un collège de filles. Les religieuses qui avaient fondé ces deux écoles n’y enseignent et n’y habitent plus. Les talus, la tour du donjon et le puits de l’ancien château-fort sont encore en bon état. Pour le 300e anniversaire en 2006, a été créée l’association du château-fort qui s’occupe de la recherche et de la maintenance de la ruine (classée monument historique). La même association a été à l’origine d’une exposition importante entre le 21 juillet 2007 et la fin de l’année 2007 dans le musée local et a aussi édité un livre Ey wer so schön sing' darin – Der Untergang der Hohenburg von Stephan Bammer (en français : « Ey, qui chante si bien dedans – la fin du château de Hohenburg par Stephan Bammer »). La ruine du château-fort et la butte ont également été analysées et mesurées avec des lasers par des spécialistes en géodésie de l’université de la Bundeswehr de Neubiberg. A cette occasion, l’association du château-fort a aussi organisé une action de ramassage de déchets et abattu 24 arbres pour mieux mettre en évidence la ruine. Le château-fort de Hohenburg est ainsi le premier château-fort bavarois dont on a réalisé une représentation virtuelle.
Sur la rive située à l’ouest de l’Isar, il y a encore le dernier four à chaux de l’Isarwinkel. Il est originaire du  XVIIIe siècle et a fonctionné jusqu’en 1958. L’image que Lenggries nous donne aujourd’hui, particulièrement son centre, est celle des nombreuses vieilles maisons paysannes imposantes, construites aux XVIIe et XVIIIe siècles. L’auberge Altwirt mérite aussi d’être prise en considération. Elle avait reçu sa forme actuelle au XVIIe siècle mais elle avait déjà été mentionnée comme taverne tenant du château de Hohenburg dans un document de 1469. De même, il y a les maisons paysannes dans les rues Bachmaiergasse, Am Gries, Gaißacher Straße, Herwarthstraße, Karwendelstraße, Sylvensteinstraße et Kampenweg, qui rendent bien une image l’ancienne culture paysanne bavaroise. L’hôtel de ville date de 1881 et le bureau de poste construit par Robert Vorhoelzer et Karl Kergl de 1923. Un peu en-dehors de la zone habitable, l’église protestante a été construite en 1954.

## Sports d'hiver
Les sports d'hiver ont une longue tradition à Lenggries. C’est ainsi que la première école de ski fut créée en 1959 et que la première installation de téléski pour le Brauneck fut inauguré en 1957. Aujourd'hui, le domaine skiable Lenggries-Wegscheid compte 18 installations de téléski et des pistes de ski préparées d'une longueur totale de 34 km, dont à peu près 60 % équipées de dispositifs pour produire de la neige artificielle. La descente la plus longue a une longueur de 6 km et la descente la plus exigeante présente un dénivelé de 800 m sur une longueur de 4 km. En outre, le domaine skiable fait partie du groupement « Alpen Plus », la plus grande compagnie de forfaits et télécabines d'Allemagne.
Le slalom Hommes en 1980 et slalom Dames en 1982 dans le cadre de la Coupe du monde de ski alpin ont eu lieu à Lenggries. Depuis la saison 1994/95, des courses de ski annuelles de la Fédération Internationale de Ski (FIS) ont lieu sur le versant de la Coupe du monde. En 2002, 2004, 2005, 2008, 2010, 2013 et 2016, Lenggries a été une des stations de la Coupe d'Europe de ski alpin du slalom de dames. Depuis la saison 2000/2001, Lenggries est aussi un centre officiel de formation des jeunes skieurs de la Fédération allemande de ski (DSV).
Un grand nombre de skieurs internationaux sont originaires de Lenggries comme Martina Ertl, Hilde Gerg, Michaela Gerg, Andreas Ertl, Heidi Zacher, Florian Eckert, Annemarie Gerg, Traudl Treichl, Alexander Deubl et Michaela Wenig. Quatre des six gagnants allemands de la médaille d'or de la Coupe du monde en ski alpin de 2005 venaient du club de ski de Lenggries.
Depuis 2005, le lycée du Château d'Hohenburg est officiellement devenu un jumelage partenaire scolaire des sports d'hiver.
Cette région appelée l'Isarwinkel représente avec son réseau de pistes de ski de fond une destination pour les skieurs de fond et de randonnée à skis. À côté des 42 km de pistes de ski de fond aux alentours du village et au total 112 km de pistes de ski de fond à proximité, il y a aussi au nord de la gare départ du téléphérique une piste de ski de fond éclairée en nocturne d'une longueur de 1,5 km.[réf. nécessaire]

## Événements réguliers
- Marché de Noël
- Érection d‘un Maibaum (arbre de mai)
- Semaine de festivités de Lenggries
- Fête populaire avec une tente de bière : événement annuel
- Marché aux puces : presque toutes les deux semaines le samedi à l’endroit octroyé aux fêtes populaires
- Marché aux puces nocturne : une fois par mois à l’endroit octroyé aux fêtes populaires
- Repas de village : fin juillet dans la Marktstraße
- Foires, festivals, concerts et fêtes à la salle des fêtes Alpenfestsaal
- La semaine de l’Art de Lenggries

## Personnalités
- Leonhard Diefenbach (1814-1875), peintre et professeur de dessin
- Marie-Anne de Bragance (1861-1942) grande-duchesse de Luxembourg

## Événements hors du commun
Le 4 juin 1931 : Lenggries a connu un événement climatique extrême. En l’espace de dix heures, il est tombé 87,5 l/m2 de pluie (soit 87,5 mm de haut), mesurée à la station météorologique de Sylvenstein.